# 황재만
황재만(黃在萬, 1953년 1월 24일 ~ 2010년 5월 28일)은 대한민국의 전 축구 선수이자 축구 감독이며, 포지션은 왼쪽 풀백 및 미드필더였다. 선수 시절 롱스로인의 대명사로 알려져있으며, 강력한 킥을 바탕으로 한 중거리슛으로 여러 차례 득점을 만들기도 했다. 또한 강력한 대인마크를 이용한 단단한 수비력을 선보였으며, 황혼기 이후로는 클럽과 국가대표팀의 주장을 맡으며 리더십을 보여주었다.

## 선수 경력

### 클럽
경기도 화성군 안룡면 오목천리(현재의 경기도 수원시 오목천동) 출신으로 수원북중학교, 중동중학교, 중동고등학교를 거쳤으며, 1971년 고려대학교에 입학하였다. 이후 1974년 전국축구선수권대회에서 여러 차례 공격 포인트를 기록해 팀의 대회 우승에 크게 기여하였고, 활약을 인정받아 대회 감투상을 수상하였다. 그 뒤 1975년 한국신탁은행 축구단에 입단하였고, 1976년 팀이 서울은행 축구단과 합병해 서울신탁은행 축구단으로 개편된 이후 팀의 원년 멤버가 되었다. 또한 당초에는 1975년 육군 축구단에 입대할 예정이었으나, 예정이 변경되어 1976년 공군 축구단에 입대하게 되었다.
이후 1978년 세미프로 팀으로 창단 준비 중이던 현대 축구단으로의 이적설이 나왔으나 무산되었으며, 1979년 군실업 올스타의 일원으로 올스타전에 출전하였다. 또한 같은 해 열린 고연 OB 올스타전에 출전했으며, 그 해 공군에서 제대해 서울신탁은행으로 복귀하였다. 그 뒤 1980년 새로 창단 준비중인 할렐루야 축구단에 입단하기로 합의했으며, 1979년 9월 23일 할렐루야의 일원으로 브라질의 비토리아 FC와의 자선 경기에 출전해 팀의 3-0 승리에 일조하였다. 이후 1980년 할렐루야와 아인트라흐트 프랑크푸르트와의 자선경기에 나섰고, 패널티킥 기회를 얻었으나 실축해 팀의 0-2 패배를 막지 못했다.
그 뒤 북미 사커 리그로의 이적설이 제기되었으나 실제 이적으로 이어지지는 않았으며, 1980년 12월 20일 할렐루야 축구단이 정식으로 창단하자 원년 멤버로 합류하였다. 이후 1981년 3월 28일 아메리카누 FC와 창단 첫 데뷔전에서 활약하며 팀의 2-1 승리에 기여했으며, 1982년 4월 22일 대한민국 국가대표팀과의 경기에 뛰었으나 팀은 1-2로 패배했다. 그 뒤 팀의 주장이던 이영무가 팀을 무단으로 이탈하자 그 뒤를 이어서 주장을 이어받았으며, 6월 6일 오페라리우 FC와의 대통령배 국제축구대회 경기에서 후반 종료 직전 롱스로인으로 오석재의 동점골을 어시스트하며 극적인 무승부를 이루었다. 대회 4강에서 다시 한 번 대한민국 국가대표팀과 맞붙었으나 또다시 1-2로 패해 결승 진출에는 실패했으며, 그 해 11월 4일 팀의 트레이너로 보직을 변경하였다.
이후 1983년 수퍼리그가 창설되자 할렐루야도 참가하였으나 선수 부족 문제로 인해 당시 코치였던 황재만이 후보 선수로 등록되었고, 그 해 11월 열린 올스타전에서 프로팀 코치를 맡았다. 1984년에도 마찬가지로 팀의 부상자가 늘어남에 따라 코치 신분임에도 후보 선수로 등록되었고, 시즌 도중 1경기 출장 기록을 세웠다.

### 국가대표팀
1971년 아시아 청소년 축구 선수권 대회에 대한민국 U-20 국가대표팀의 일원으로 참가했으며, 일본과의 준결승전에서 팀의 마지막 승부차기 키커로 나서 성공시키며 팀의 준우승을 이끌었다. 이후 1972년 아시아 청소년 축구 선수권 대회에 다시 출전했으며, 좋은 모습을 보이며 팀의 2회 연속 준우승에 기여하였다.
그 뒤 1972년 AFC 아시안컵에도 선발되었으며, 5월 7일 이라크와의 그룹 결정전에 출전하여 대한민국 축구 국가대표팀에 정식으로 데뷔했으나, 황재만은 승부차기에서 실축하였고 팀은 승부차기 결과 2-4로 패배하였다. 하지만 결승까지 주전 선수로 활약해 팀의 준우승에 일조했으며, 같은 해 메르데카 국제축구대회에도 선발되어 핵심 선수로 좋은 모습을 보이며 팀의 우승에 공헌하였다. 또한 같은 해 열린 제1회 한일 정기전 및 박대통령컵 쟁탈 아시아축구대회에도 참가했으나, 두 대회에서 부진한 모습을 보였고 국가대표팀 또한 좋은 성과를 내지 못했다. 하지만 오스트레일리아와의 친선경기에서 다시 기회를 얻었으며, 킹스컵에도 출전해 대표팀의 부진에도 불구하고 좋은 평가를 받았다. 이러한 활약으로 1972년 대한축구협회 시상식에서 베스트 11에 선정되었다.
이후 1973년 6월 개최된 자카르타 창립 기념대회 당시 국가대표팀에 선발되었으나, 좋지 못한 활약을 보였고 국가대표팀 또한 우승에 실패하였다. 결국 그 해 7월 국가대표팀 선수단 개편으로 국가대표팀 선발 명단에서 제외되었고, 한동안 국가대표팀 경기에 출전하지 못했다.
그 뒤 1974년 아시안 게임 및 박대통령컵 쟁탈 아시아축구대회를 대비해 소집된 상비군 명단에 포함되었으며, 자체 평가전에서 결승골을 득점하는 등 좋은 활약을 선보이며 최종 명단에 합류해 국가대표팀에 복귀하였다. 같은 해 열린 미들섹스 원더러스 AFC와의 평가전에서 차범근의 동점골을 어시스트하는 등 좋은 모습을 보였으나, 쿠웨이트와의 아시안 게임 조별 라운드 3차전에 출전해 부진한 활약으로 팀의 대패에 일부분을 담당하며 추가적인 기회를 얻지 못했다. 얼마 뒤 열린 제3회 한일 정기전에는 고연전 출전으로 불참하였다. 같은 해 개최된 킹스컵에 참가하였고, 말레이시아와의 준결승전에서 승부차기 키커로 나서 성공시키고 태국과의 결승전에서 롱스로인으로 팀의 결승골에 관여해 팀의 2연속 우승에 기여하였다. 국가대표팀 및 소속팀에서의 활약으로 1974년 대한축구협회 시상식에서 베스트 11에 재차 선정되었다.
이후 1975년에는 1976년 AFC 아시안컵 예선에 출전할 상비군 명단에 포함되었으며, 베트남 공화국과의 경기에서 결승골을 성공시키는 등 뛰어난 활약을 펼쳤다. 같은 해 열린 테니스 보루시아 베를린과의 2차 평가전에서 팀의 동점골에 관여하는 등 인상적인 활약을 보였고, 3번에 걸친 평가전 이후 좋은 평가를 받았다. 그 해 박대통령컵 쟁탈 아시아축구대회, 메르데카 국제축구대회에 연달아 참가하며 국가대표팀의 2개 대회 우승을 견인했으며, 메르데카 국제축구대회 우승 이후 다른 대표팀 선수들과 함께 체육훈장 기린장을 수여받았다. 또한 킹스컵 및 1976년 하계 올림픽 예선에도 출전했으며, 킹스컵에서 안정적인 모습을 보여 팀의 우승에 일조했다. 이러한 활약으로 1975년 대한축구협회 시상식에서 통산 3회 베스트 11에 선정되었다.
그 뒤 1976년 호마 FC와의 평가전에서 인상적인 모습을 보였으며, 이어 개최된 육군 축구단과의 평가전에서도 선제골을 득점하며 좋은 활약을 펼쳤다. 하지만 이 경기에서 코뼈가 부러지는 큰 부상을 입었고, 직후 열린 중화 타이베이와의 1976년 하계 올림픽 예선 경기에 불참하였다. 같은 해 있었던 맨체스터 시티 FC와의 2차 평가전에 출전했으며, 직후 메르데카 국제축구대회에 참가하였다. 또한 박대통령컵 쟁탈 국제축구대회에 화랑팀 소속으로 포함되었고, 인도와의 경기에서 이영무의 선제골을 어시스트하는 등 대회 우승에 공헌하였다. 그 해 열린 제5회 한일 정기전에 나와 결승골을 득점하며 팀의 승리를 이끌었으며, 킹스컵에도 출전해 싱가포르와의 경기에서 팀의 결승골에 관여하는 등 좋은 활약을 보였으나 국가대표팀은 결승 진출에 실패하였다. 이러한 활약으로 1976년 대한축구협회 시상식에서 통산 4회 베스트 11에 선정되었다.
이후 1977년에는 1978년 FIFA 월드컵 예선 명단에 포함되었으며, 이스라엘과의 홈 & 원정 1라운드 경기에서 안정적인 활약을 선보였다. 또한 일본과의 홈 & 원정 1라운드 경기 및 이란과의 최종 예선 홈 경기 등에 출전했으나, 오스트레일리아와의 원정 경기를 앞두고 허벅지 부상으로 인해 출전하지 못했고 팀도 패했다. 곧이어 열린 쿠웨이트와의 홈 경기에서도 부상으로 출전하지 못했으며, 부상이 완치된 뒤 이란과의 원정 경기에 출전했으나 수비 상황에서 오심 논란에 휘말리며 팀의 패배를 막지 못했다.
그 뒤 1978년에는 메르데카 국제축구대회에 참가해 국가대표팀의 우승에 기여했으며, 박대통령컵 쟁탈 국제축구대회에도 출전했으나 부상으로 인해 준결승 이후부터는 출전하지 못했다. 또한 스포르팅 크리스탈과의 평가전에 나와 패널티킥 선제골을 득점하며 팀의 승리를 이끌었으며, 1978년 아시안 게임 최종 명단에 포함되어 국가대표팀의 우승을 이끌었다. 이러한 활약으로 1978년 대한축구협회 시상식에서 통산 5회 베스트 11에 선정되었다.
이후 1979년 제7회 한일 정기전에 출전했으나, 팀은 1-2로 패했다. 얼마 뒤 발표된 국가대표팀 예비명단에 포함되었으나, 스포르팅 크리스탈과의 평가전에서 인상적인 모습을 보여주지 못하며 국가대표 B팀으로 이동하였다. 이후에는 국가대표 B팀에서 활동하며 메르데카 국제축구대회에 주장으로 참가하였고, 대표팀의 공동 우승에 일조하였다. 또한 멕시코에서 열린 유니버시아드에 나섰고, 쿠웨이트와의 경기에서 김익형의 추가골을 어시스트하는 등의 활약을 펼쳤으나 팀은 결선 진출에 실패하였다.

## 지도자 경력
1984년을 마지막으로 선수 생활을 정리하고 본격적으로 할렐루야 축구단의 코치로 활동했으며, 1988년 팀의 대통령배 전국축구대회 우승을 견인하였다. 이후 팀의 감독이 되어 1991년 팀의 전국체육대회 및 군-실업 축구대회 2관왕을 달성했으며, 군-실업 축구대회 지도자 감독상을 수상하였다. 그 뒤 1992년 팀의 군-실업 축구대회 2연패를 이끌었으며, 다시 한 번 지도자 감독상을 수상하였다. 이후 1993년 한국실업축구연맹의 이사로 선임되었고, 같은 해 팀에 전국실업축구연맹전 춘계대회 우승을 안겼으며, 지도자 감독상을 수상하였다.
그 뒤 1993년 신현호에게 감독 자리를 넘겨주었으며, 황재만 본인은 총감독이 되었다. 이후 1998년 외환 위기로 인해 팀이 해체되자 축구계를 떠났으며, 2004년부터 한국 휠체어 럭비 협회의 회장을 맡았다.

## 투병 및 사망
1986년 멕시코에 다녀온 이후 신경계통 질환인 척수염을 앓았으며, 이후에는 지도자 생활과 병행하며 서울특별시 신촌동의 세브란스병원에서 재활에 매진하였다. 2000년 고려대학교 고우체육회 주최로 열린 '2000 고대 체육인의 날'에서 황재만을 위해 모금 운동을 벌였으며, 2006년 중동중학교 및 중동고등학교 개교 100주년을 맞이해 총동문회에서 황재만에게 '의지의 중동인상'을 수여하였다. 또한 2008년에는 조동현, 박병철 등 1971년 고등학교를 졸업한 축구 선수들의 모임인 '71 동심회'에서 회비를 모아 성금을 전달하였다.
2010년 7월 28일 척수신경마비가 악화되어 세상을 떠났으며, 유해는 경기도 화성시 병점의 선영에 안장되었다.

## 기타
1976년 3월 27일 일본과의 1976년 하계 올림픽 축구 예선 경기에서 만 23세 65일의 나이로 A매치 50회를 달성해 역대 2위를 기록하였다.
1983년 3월 30일 재일교포 출신의 배우자와 결혼식을 올렸으며, 차남인 황대균 또한 축구 선수이다.
2003년 베스트일레븐 창간 33주년을 기념해 선정한 '한국축구 100년을 빛낸 55인' 중 '70년대 베스트11'에 포함되었다.
차범근과는 고향이 인접하고 연령이 비슷하며 고려대학교, 서울신탁은행 축구단, 공군 축구단, 대한민국 축구 국가대표팀에서 한솥밥을 먹으며 인연을 쌓았으며, 차범근이 아이스 버킷 챌린지를 수행할 당시 당시 황재만을 떠올렸다고 밝히기도 했다.

## 선수 기록

### 클럽
- 1971년 ~ 1974년: 고려대학교
- 1975년 ~ 1976년: 서울신탁은행 축구단
- 1977년 ~ 1979년: 공군 축구단
- 1980년 ~ 1984년: 할렐루야 축구단

### 국가대표팀
- 1971년
  - 아시아 청소년 축구 선수권 대회 국가대표 (U-20)
- 1972년
  - 아시아 청소년 축구 선수권 대회 국가대표 (U-20)
  - 1972년 AFC 아시안컵 국가대표
  - 메르데카 국제축구대회 국가대표
  - 제1회 한일 정기전 국가대표
  - 박대통령컵 쟁탈 아시아축구대회 국가대표
  - 킹스컵 국가대표
- 1973년
  - 자카르타 창립 기념대회 국가대표
- 1974년
  - 박대통령컵 쟁탈 아시아축구대회 국가대표
  - 1974년 아시안 게임 축구 국가대표
  - 킹스컵 국가대표
- 1975년
  - 1976년 AFC 아시안컵 예선 국가대표
  - 박대통령컵 쟁탈 아시아축구대회 국가대표
  - 자카르타 창립 기념대회 국가대표
  - 메르데카 국제축구대회 국가대표
  - 제4회 한일 정기전 국가대표
  - 킹스컵 국가대표
- 1976년
  - 1976년 하계 올림픽 축구 예선 국가대표
  - 메르데카 국제축구대회 국가대표
  - 박대통령컵 쟁탈 국제축구대회 국가대표
  - 제5회 한일 정기전 국가대표
  - 킹스컵 국가대표
- 1977년
  - 1978년 FIFA 월드컵 예선 국가대표
  - 제6회 한일 정기전 국가대표
- 1978년
  - 메르데카 국제축구대회 국가대표
  - 박대통령컵 쟁탈 국제축구대회 국가대표
  - 1978년 아시안 게임 축구 국가대표
  - 1980년 AFC 아시안컵 예선 국가대표
- 1979년
  - 제7회 한일 정기전 국가대표
  - 메르데카 국제축구대회 국가대표 (B팀)
  - 유니버시아드 국가대표 (B팀)
- 국가대표팀 통산 기록: 98경기 2골

## 국가대표팀 득점 기록
- 득점과 결과 리스트는 대한민국 축구 국가대표팀의 득점을 먼저 기록

| # | 일시            | 장소         | 상대 국가     | 득점 | 결과 | 경기 형식                |
| - | --------------- | ------------ | ------------- | ---- | ---- | ------------------------ |
| 1 | 1975년 3월 19일 | 태국, 방콕   | 베트남 공화국 | 1-0  | 1-0  | 1976년 AFC 아시안컵 예선 |
| 2 | 1976년 12월 4일 | 일본, 도쿄도 | 일본          | 2-1  | 2-1  | 제5회 한일 정기전        |

## 수상 경력

### 클럽
- 고려대학교
  - 전국축구선수권대회 우승 2회: 1971년, 1974년
- 서울신탁은행 축구단
  - 전국실업축구연맹전 우승 1회: 1976년 춘계
- 할렐루야 축구단
  - 수퍼리그 우승 1회: 1983년

### 국가대표팀
- 아시아 청소년 축구 선수권 대회 준우승 2회: 1971년, 1972년
- AFC 아시안컵 준우승 1회: 1972년
- 아시안 게임 축구 우승 1회: 1978년
- 메르데카 국제축구대회 우승 4회: 1972년, 1975년, 1978년, 1979년 (B팀)
- 박대통령컵 쟁탈 국제축구대회 우승 4회: 1974년, 1975년, 1976년, 1978년
- 킹스컵 우승 2회: 1974년, 1975년

### 감독
- 전국축구선수권대회
  - 준우승 1회: 1991년
- 대통령배 전국축구대회
  - 우승 1회: 1988년 (코치)
- 전국실업축구연맹전
  - 우승 2회: 1990년 추계, 1993년 춘계
  - 준우승 5회: 1986년 추계 (코치), 1987년 춘계 (코치), 1991년 춘계, 1992년 춘계, 1993년 추계
- 전국체육대회
  - 우승 2회: 1991년, 1993년
  - 준우승 1회: 1987년 (코치)
- 군-실업 축구대회
  - 우승 2회: 1991년, 1992년

### 개인
- 1974년 전국축구선수권대회 감투상
- 1975년 체육훈장 기린장
- 대한축구협회 시상식 베스트 11: 5회 (1972년, 1974년, 1975년, 1976년, 1978년)
- 1991년 군-실업 축구대회 지도자 감독상
- 1992년 군-실업 축구대회 지도자 감독상
- 1993년 전국실업축구연맹전 지도자 감독상